# Ptyas dhumnades
Espèce
Synonymes
- Coluber dhumnades Cantor, 1842
- Ablabes vittatus
Duméril, Bibron & Duméril, 1854
- Zaocys dhumnades (Cantor, 1842)
- Zaocys dhumnades montanus Pope, 1928

Ptyas dhumnades  est une espèce de serpents de la famille des Colubridae.

## Répartition
Cette espèce se rencontre :
- au Viêt Nam ;
- à Taïwan ;
- en République populaire de Chine.

## Publication originale
- Cantor, 1842 : General features of Chusan, with remarks on the flora and fauna of that island [part 1]. Annals and magazine of natural history, ser. 1, vol. 9, p. 265-278 (texte intégral).